# André Colin (navire)
Pour les articles homonymes, voir André Colin.
 (octobre 2024).
Si vous disposez d'ouvrages ou d'articles de référence ou si vous connaissez des sites web de qualité traitant du thème abordé ici, merci de compléter l'article en donnant les références utiles à sa vérifiabilité et en les liant à la section « Notes et références ».
L’André Colin est une vedette rapide appartenant à la compagnie maritime française Penn ar Bed. Entre 1996 et 2015, elle assure d'avril à septembre, le transport des passagers entre les îles (Ouessant, Molène, Sein) et différents ports du Finistère, en Bretagne.
Elle est nommée en l'hommage d'André Colin, homme politique breton, président du conseil général du Finistère et du conseil régional de Bretagne.
Le navire mesure 35 mètres de long sur 7 mètres de large et a une vitesse de croisière de 23 nœuds. 

## Lignes desservies
- (Brest) ⇔ Le Conquet ⇔ Molène ⇔ Ouessant
- Brest ⇔ Camaret-sur-Mer ⇔ (Molène) ⇔ Ouessant
- Brest ⇔ Camaret-sur-Mer ⇔ Sein
- Audierne ⇔ Sein (en remplacement de l’Enez Sun 3)

En 2015, l'André Colin est actif d'avril à septembre. Il effectue une rotation hebdomadaire le jeudi entre Brest et Ouessant, via Camaret-sur-Mer ; en pleine saison (11 juillet au 22 août), les rotations entre Brest et Ouessant ont lieu du lundi au samedi, et le dimanche le navire fait une rotation avec l'île de Sein. Pendant l'été 2015, il effectue également six rotations vers l'île de Molène. 

## Histoire
Jusqu'en 1995, la compagnie maritime Penn ar Bed affrétait chaque été un navire à une autre compagnie afin de renforcer sa flotte au plus fort de la saison touristique.

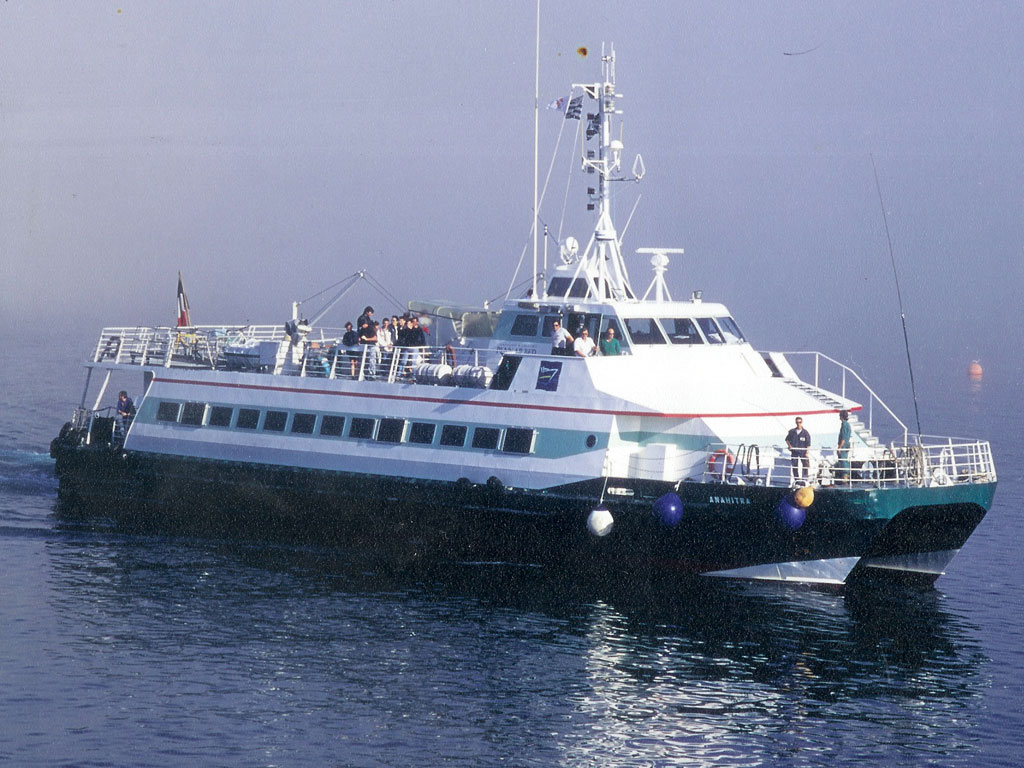
Le catamaran rapide Anahitra arrive à Ouessant.

Ainsi, ont été affrétés successivement un petit catamaran, l’Ar Vro, une vedette rapide, le Mont-Orgueil (appartenant à Emeraude Lines), ou encore un gros catamaran rapide, l’Anahitra.
Mais en agissant ainsi depuis plusieurs années, la compagnie n'était pas « autonome ». De ce fait, la décision fut prise par la Penn ar Bed et le conseil général du Finistère, de lancer la construction d'une vedette saisonnière.

### Construction
En 1994, des études sont menées et un appel d'offres est lancé. C'est finalement le chantier Leroux & Lotz basé à Nantes qui propose à la compagnie une vedette rapide. Cette vedette étant annoncée comme un prototype, la compagnie négocie un prix défiant toute concurrence. Après plusieurs mois de travaux au chantier Lorient Naval Industrie (filiale de Leroux & Lotz), l’André Colin prend la mer le 24 mai 1996. Il est alors acheminé à Brest où il est équipé de son matériel de sécurité et de navigation. Des essais sont ensuite effectués durant le mois de juin afin de s'assurer qu'il soit fin prêt pour la saison.[réf. nécessaire]
La navette est propriété de l'armateur SNI, filiale du Groupe Leroux et Lotz Naval. Le contrat initial prévoit que la société générale de transport et d'industrie (GTI), dont Penn ar Bed est une filiale, loue l'André Colin pour quinze ans.

### Voyage inaugural
Le dimanche 30 juin 1996, l’André Colin quitte Brest pour sa première traversé commerciale. Il embarque quelques passagers, plusieurs députés, sénateurs et élus du département, ainsi que Anne-Marie Idrac, alors secrétaire d'état aux transports, et Jean-Yves Cozan, conseiller général d'Ouessant.[réf. nécessaire]
L’André Colin a mis une heure et vingt minutes seulement pour rallier Ouessant, avec une vitesse moyenne de 23 nœuds. Il était commandé par Michel Stéphan, un ouessantin. La traversée s'est déroulée sans encombre, mis à part un vent de suroît au débouché du Fromveur alors que la marée descendait. Ce qui a formé des creux de 2 à 3 mètres.[réf. nécessaire]
À son arrivée sur l'île, le bateau est accueilli par les îliens qui brandissent une banderole « Pour un véritable service public : 3 aller-retour par semaine toute l'année ». En effet, le gros problème de la compagnie est que ses navires sont basés sur le continent. Ils partent donc de Brest le matin et rentrent d'Ouessant le soir. Ce que revendiquaient les îliens, c'était au minimum 3 aller-retour îles - continent (et non pas continent - îles) par semaine, hiver comme été. À l'époque, cela n'était possible que d'avril à septembre une fois par semaine.[réf. nécessaire]
La mise en service de l'André Colin, prévue initialement le 15 juin 1996, n'est effective que le 12 juillet 1996. En plus des retards du chantier, les performances de la navette sont en deçà de ce qui avait été prévu au contrat avec Penn ar Bed. Néanmoins, la compagnie maritime ayant besoin du navire, elle décide de le mettre en service puis d'effectuer des travaux l'année suivante.

### Travaux complémentaires et conflits juridiques (1996-1999)

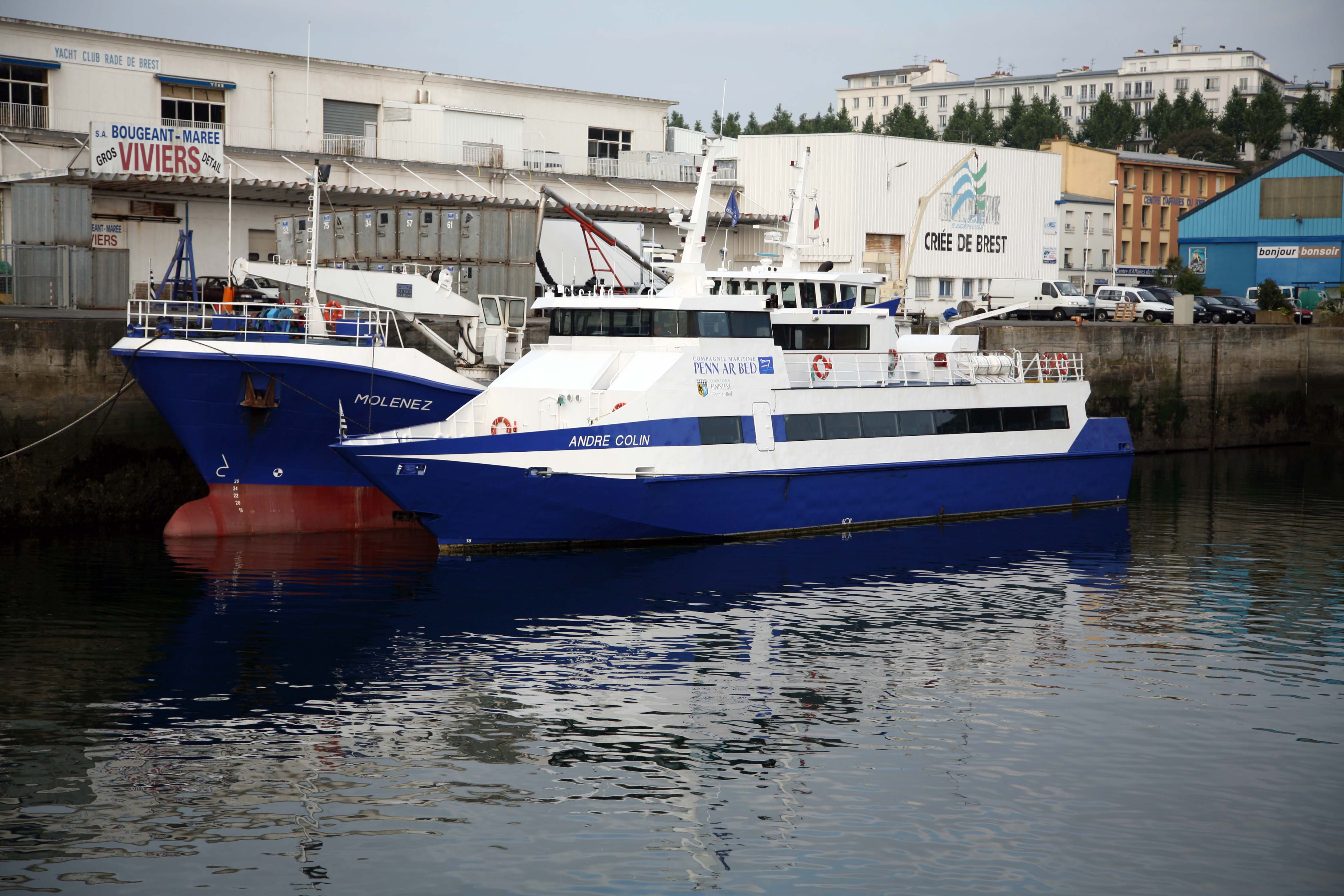
L'André Colin dans le port maritime de Brest, 8 septembre 2007.

Après la première saison, le bateau revient aux chantiers Leroux et Lotz le 8 octobre 1996 pour des travaux de remise à niveau. Toutefois, des problèmes sont relevés en avril 1997 par rapport au contrat initial : volume sonore trop élevé dans les salons arrière (80 dB au lieu des 70 dB maximum prévus), vitesse de 21,24 nœuds au lieu des 23 nœuds prévus. Des pénalités sont prévues pour l'armateur SNC Fougerai, mais ce dernier refuse de rendre le navire en payant ces pénalités. Le tribunal de commerce de Lorient ordonne le 22 avril 1997 la restitution du navire et enjoint Penn ar Bed à régler les loyers impayés. Cette décision est confirmée par la cour d'appel de Rennes le 4 novembre 1998. La Chambre Arbitrale Maritime de Paris, jugeant le fond de l'affaire, donne raison à la compagnie Penn ar Bed et condamne SNC Fougerai à réduire le montant des loyers de 175 000 francs au titre des retards de livraison ; SNC Fougerai doit également payer une indemnité de 30 000 francs pour les nuisances sonores, une autre de 109 179 francs pour compenser le surcoût d'exploitation pour Penn ar Bed quand le navire n'était pas disponible, et une troisième indemnité de 30 000 francs. Finalement, en 1999, le loyer versé par Penn ar Bed pour l'exploitation de l'André Colin est de 152 864 francs.
En 2000, le département du Finistère décide de devenir propriétaire du navire.

### Travaux de remise à niveau (2010)
En 2010, l'André Colin fait l'objet de travaux de remise à niveau au chantier CIB de Brest. Le coût des travaux, 330 000 euros, est pris en charge par le département du Finistère.
Un nouveau système de sauvetage est installé, une porte d'issue de secours est agrandie et un système d'enregistrement des données de navigation est installé. En parallèle, l'antifouling est remis en état, les moteurs sont revus pour atténuer leur bruit et le chantier est l'occasion de mener la révision mécanique annuelle du navire.

### Retrait du service en 2015
Le navire est arrêté en 2015, désarmé en 2016 puis vendu au chantier Navaleo de Brest en 2018 pour sa déconstruction après seulement 20 ans d'exploitation. Il est remplacé par l'Enez-Edig, une vedette plus petite.

## Un choix architectural
L’André Colin est un navire de type semi-planant, mais sans doute trop lourd (c'est une coque en acier) pour ce concept :
- Le navire est imposant (35 m de long, 7 m de large[12]) et lourd (140 tonnes en charge) pour une capacité toutefois limitée (195 passagers), alors que les vedettes de la compagnie concurrente Finist'mer mesurent dix mètres de moins pour la même capacité...
- Le rapport poids / puissance est élevé. Malgré ses 2 moteurs de 2 020 ch tournant à plein régime la vitesse de service ne dépasse pas 21-22 nœuds; le navire ne déjauge pas suffisamment. Une construction en aluminium aurait permis d'atteindre 25 nœuds pour une puissance inférieure.[réf. nécessaire]
- Le comportement marin lié à sa carène de type planante qui s'appuie sur la surface de la mer; : le bateau tangue et roule beaucoup même lorsque la mer est relativement calme.[réf. nécessaire]

## Équipement et agencement
- On note une concentration du bruit des machines dans les salons passagers (sifflement de la turbo-soufflante), ainsi que sur le pont extérieur (ventilation salle des machines) ;[réf. nécessaire]
- Il y a un espace insuffisant entre les sièges pour les jambes (non conforme aux nouvelles normes en vigueur) ;[réf. nécessaire]
- Les emplacements à bagages sont insuffisants.[réf. nécessaire]